# 金華火腿
金華火腿（きんか かたい、拼音: Jīnhuá huǒtuǐ ヂンホア フオトェイ）とは、中国・浙江省の金華地区で生産されるハムの一種。「火腿」はハムのことで、金華ハム（）ともいう。日本ではイタリアのプロシュット・ディ・パルマ、スペインのハモン・セラーノと並んで世界三大ハムの1つに数えられる。

## 概要
中国では金華地区のほかにも、雲南省で作られる宣威火腿（雲南ハム）、貴州省の威寧火腿、江西省の安福火腿などが有名であるが、金華火腿を名乗れるのはもちろん金華地区で作られたものだけである。材料の金華豚は小型種で、頭と尻が黒く他は白のツートンカラーをしているので、「両烏豚」と呼ばれる。穀物などは一切与えず、茶殻や白菜を発酵させたものを与えて育てるため、皮が薄く、脂肪が少ないという特徴がある（一方の雲南ではやや脂の多い豚を使う）。6ヶ月ほど飼育したものの後ろ足腿肉のみを使用し、腐敗の恐れが少ない冬季（立冬から立春まで）に仕込みを行う。天然塩で約2ヶ月間塩漬けした後、天日で2週間ほど乾燥させ、風通しの良いところでおよそ1年かけて熟成させる。熟成中は棚に1段約10枚ほど積み重ね、時々上下を返す。酸化防止のため、発酵中に滴り落ちた油を表面に塗り、出荷される。年間100万本以上が生産され、多くは香港、シンガポール、台湾などに輸出されている。

## 歴史
既に唐の時代には、金華地方では豚肉の塩漬けが作られていたという記録がある。12世紀には南宋の将軍が戦場へ持っていく携行保存食品とするため火腿を作らせたという。切った断面が火のように赤いことから「火腿」の名がついた。清代には朝廷にも献上され、数ある火腿の中でも最上級品とされてきた。
1915年にパナマ運河開通を記念してサンフランシスコで開かれたパナマ太平洋万国博覧会で商品部門の1等賞が与えられるなど、世界的にも高い評価を受けている。日本では1996年から加熱処理されたものの輸入が認められ、広まることとなった。

## 利用
材料に火を通さずに食べるという習慣がなかった中国内陸部では、スライスして生で食べるというようなことはまず無い。他の生ハムに比べて塩味もうま味も濃厚であるため、料理の味出し的な使い方が一般的である。炒め物、蒸し物などあらゆる料理に使う他、高湯（カオタン）もしくは上湯（シャンタン）と呼ばれる中国の高級スープの素材として欠かせないものである。家庭でも、スライスして、鶏肉、ハクサイと共に煮るだけで、上品な味のスープ料理や鍋料理を作ることができる。
中国以外では、現在では西欧の生ハムのように、オードブルや添え物として生食することも多くなってきている。

## 分析
1991年、東京農業大学の小泉武夫教授らが金華火腿を分析し、日本発酵工学会で発表を行っている。それによると、金華火腿の水分は23.9%、蛋白質が23.7%、油脂が44.3%となっており、食肉加工食品としてはかなり水分が少ないのが特徴である。また、遊離アミノ酸が大きく増加しており、生豚肉に対してグルタミン酸が1.6倍、イノシン酸は4倍になっていた。カビを付けることで水分を抜き、発酵による作用で旨みを増すプロセスは、鰹節と同じメカニズムではないかと考察されている。